# كارافتو (مقاطعة ديواندرة)
كارافتو (بالفارسية: کرفتو) هي منطقة سكنية تقع في قسم اوباتو (مقاطعة ديواندرة) في إيران. يقدر عدد سكانها بـ 326 نسمة .